# Синдошь (река)
Синдошь — река в России, протекает по Вологодскому району Вологодской области. Правый приток Вологды. Длина реки составляет 31 км. Площадь водосборного бассейна — 112 км².

## География
Река Синдошь берёт начало в берёзовых лесах. Течёт на восток. Крупнейшие притоки — Царейка (левый); Дунайка, Синица, Анкудиновка (правые). На реке расположены деревни Середнее, Сысоево, Андронцево. Река Синдошь впадает в Вологду около деревни Синдошь. Устье реки находится в 102 км по правому берегу реки Вологда. Высота устья — 127,8 м над уровнем моря.

## Данные водного реестра
По данным государственного водного реестра России относится к Двинско-Печорскому бассейновому округу, водохозяйственный участок реки — Северная Двина от начала реки до впадения реки Вычегда, без рек Юг и Сухона (от истока до Кубенского гидроузла), речной подбассейн реки — Сухона. Речной бассейн реки — Северная Двина.
Код объекта в государственном водном реестре — 03020100312103000006356.